# Dániel Ligeti
Dániel Ligeti (* 31. července 1989 Szombathely) je maďarský zápasník–volnostylař.

## Sportovní kariéra
Zápasení se věnuje od 7 let v rodném Szombathely. V klubu Haladás VSE se později pod vedením Istvána Veréba st. specializoval na volný styl. V maďarské mužské reprezentaci se pohyboval ještě jako junior od roku 2008 ve váze do 96 kg. V témže roce neuspěl v olympijské kvalifikaci na olympijské hry v Pekingu.
Od roku 2010 startuje ve vyšší váze do 120 (125) kg. V dubnu 2012 vyhrál turnaj evropské olympijské kvalifikace v Sofii a kvalifikovla se na olympijské hry v Londýně. V Londýně prohrál v úvodním kole s úřadujícím mistrem světa Alexejem Šemarovem z Běloruska 0:2 na sety.
V dubnu 2016 získal po diskvalifikaci Alena Zasejeva z Ukrajiny dotatečně kvalifikační kvótu z evropské olympijské kvalifikace v Zrenjaninu. Po úvodní snadné výhře nad Američanem Florianem Temengilem reprezentujícím pacifický ostrov Palau prohrál v dalším kole s Levanem Berijanidzem z Arménie 1:3 na technické body.

## Výsledky
| Olympijské hry     |     |    | —   |     |    |     | úč. |     |    |     | 7. |     |     |     |  |  |  |  |  |  |  |  |  |  |
| Mistrovství světa  | —   | —  |     | —   | 5. | úč. |     | úč. | —  | úč. |    | úč. | úč. | úč. |  |  |  |  |  |  |  |  |  |  |
| Evropské hry       |     |    |     |     |    |     |     |     |    | 7.  |    |     |     | 7.  |  |  |  |  |  |  |  |  |  |  |
| Mistrovství Evropy | —   | —  | 5.  | úč. | 7. | 3.  | 2.  | 5.  | 3. | 7.  | 5. | 5.  | —   | úč. |  |  |  |  |  |  |  |  |  |  |
| MS juniorů         | —   | 7. | úč. | 5.  |    |     |     |     |    |     |    |     |     |     |  |  |  |  |  |  |  |  |  |  |
| ME juniorů         | —   | 5. | 2.  | 5.  |    |     |     |     |    |     |    |     |     |     |  |  |  |  |  |  |  |  |  |  |
| ME dorostenců      | úč. |    |     |     |    |     |     |     |    |     |    |     |     |     |  |  |  |  |  |  |  |  |  |  |